# Jean d’Aulon
Jean d’Aulon fue un militar vascofrancés, nacido en Fezensac (Gascuña) en 1390 y fallecido probablemente en Nimes (Provenza) en 1458. 
Su apellido en esa época probablemente era Daulon, ya que en la Edad Media no se utilizaba el apóstrofo (así como su superiora Juana de Arco era Jehanne Darc).
En 1415 se casó con Michelette Juvénal des Ursins (hija de Jean Juvénal des Ursins). Cuando quedó viudo, se casó en 1428 con Hélène de Mauléon, dama de Caudeval. 
Capitán de la guardia real de su majestad Carlos VI de Francia, se distinguió sobre todo por el Rescate de los Montargis (1427) bajo las órdenes de Jean de Orleans (conde de Dunois). 
En 1429 el delfín Carlos VII trasladó a Daulon de su puesto en Chinon para que se convirtiera en el escudero e intendente de Juana de Arco (mientras dos oficiales, Ambleville y Guyenne, eran guardaespaldas de ella).
Tuvo este puesto hasta el 23 de mayo de 1430, en que fue capturado junto con Juana por los borgoñones bajo los muros de la fortaleza de Clairoix (en Compiègne). 
Durante el proceso contra Juana se le permitió seguir ocupándose de la intendencia de ella (hasta el 30 de mayo de 1431, cuando Juana fue quemada viva por los ingleses bajo el falso cargo de hereje).
Luego D'Aulón se convirtió en chambelán del rey, antes de pasar a ser en 1454 gobernador de la fortaleza de Pierre-Scize. En 1455, fue finalmente nombrado senescal de Beaucaire y de Nimes antes de morir (probablemente en Nimes) en septiembre de 1458.
- Datos: Q3175181